# Linea Meitetsu Hashima
La linea Meitetsu Hashima (名鉄羽島線?, Meitetsu Hashima-sen) è una breve ferrovia urbana a scartamento ridotto che collega le stazioni di Shin-Hashima e Egira, entrambe nella città di Hashima, nella prefettura di Gifu, in Giappone. La linea, gestita dalle Ferrovie di Nagoya, non ha alcuna stazione intermedia.

## Dati principali
- Lunghezza: 1,3 km
- Numero di stazioni: 2 (capolinea inclusi)
- Scartamento: 1,067 mm
- Binari: tutta la linea è a binario singolo
- Elettrificazione: 1,500 V CC
- Sistema di blocco: automatico
- Velocità massima: 70 km/h

## Storia
La ferrovia venne progettata negli anni sessanta del ventesimo secolo come diramazione per la linea Meitetsu Tsushima per fornire di un interscambio la stazione di Gifu-Hashima sulla linea ad alta velocità Tōkaidō Shinkansen, ma i lavori iniziarono nel 1975, e fu aperta solamente nel 1982. Il nome iniziale fu quello di nuova linea Hashima (羽島新線?, Hashima shin-sen).

## Servizi
La linea ha servizi esclusivamente locali, con un treno ogni 15 minuti circa.

## Stazioni
Tutte le stazioni si trovano nella città di Hashima della prefettura di Gifu
| Stazione     | Giapponese | Distanza interst. | Collegamenti                             |
| ------------ | ---------- | ----------------- | ---------------------------------------- |
| Egira        | 江吉良     | 0.0               | ■ Linea Meitetsu Tsushima                |
| Shin-Hashima | 新羽島     | 1.3               | Tōkaidō Shinkansen (presso Gifu-Hashima) |